# Bang
Bang hoặc tiểu bang (tiếng Anh: federated state nhưng state được dùng thường xuyên hơn) là một cộng đồng lãnh thổ có hiến pháp riêng và hình thành nên một phần của một liên bang. Những bang như thế khác biệt với các quốc gia có chủ quyền (sovereign state) ở chỗ các bang đã chuyển nhượng một phần chủ quyền của mình cho một chính phủ liên bang. Một bang nắm giữ thẩm quyền hành chính trên một lãnh thổ địa lý nhất định và là một thể thức chính quyền vùng.
Trong một số trường hợp, liên bang được tạo ra từ một liên minh gồm những thực thể chính trị, có thể là độc lập hay là lãnh thổ phụ thuộc của một thực thể có chủ quyền khác (thông thường nhất là một cường quốc thực dân). Trong những trường hợp khác, các bang từ từ được tạo ra bởi một chính phủ nhất thể theo hướng phân quyền để tạo điều kiện cho việc lập ra hiến pháp liên bang. Một khi hiến pháp liên bang được hình thành thì những luật lệ chi phối quan hệ giữa quyền lực vùng và quyền lực liên bang sẽ trở thành một phần của luật quốc nội.
Tại các quốc gia có hiến pháp liên bang, chủ quyền được chia sẻ giữa chính phủ liên bang và chính quyền bang. Các bang này tự trị một phần và thường thường được hưởng một cấp độ tự trị đáng kể. Trong đa số trường hợp, bên trong lãnh thổ riêng của mình, quyền và quyền lực hành chính của một bang không bị chính phủ liên bang lật ngược hay phủ quyết. Tuy nhiên, các luật lệ chi phối quan hệ giữa quyền lực vùng và liên bang có thể được tu chính qua hiến pháp liên bang hay hiến pháp bang.

## Danh sách các bang theo từng liên bang

### Hiện tại
"Các đơn vị liên bang" trong bảng dưới đây có quyền lực chính quyền gắn liền trong hệ thống hiến pháp liên bang trong khi đó "các đơn vị khác" được chính phủ liên bang trao cho quyền lực hay được chính phủ liên bang điều hành trực tiếp.
| Tỉnh Buenos Aires Tỉnh Catamarca Tỉnh Chaco Tỉnh Chubut Tỉnh Córdoba | Tỉnh Corrientes Tỉnh Entre Ríos Tỉnh Formosa Tỉnh Jujuy Tỉnh La Pampa | Tỉnh La Rioja Tỉnh Mendoza Tỉnh Misiones Tỉnh Neuquén Tỉnh Río Negro | Tỉnh Salta Tỉnh San Juan Tỉnh San Luis Tỉnh Santa Cruz Tỉnh Santa Fe | Tỉnh Santiago del Estero Tỉnh Tierra del Fuego Tỉnh Tucumán |

| New South Wales Queensland Nam Úc | Tasmania Victoria Tây Úc |

| Viên Hạ Áo Thượng Áo | Styria Tyrol Carinthia | Salzburg Vorarlberg Burgenland |

| Acre · Amapá · Amazonas · Pará · Rondônia · Roraima | Tocantins · Alagoas · Bahia · Ceará · Maranhão · Paraíba | Pernambuco · Piauí · Rio Grande do Norte · Sergipe · Goiás | Mato Grosso · Mato Grosso do Sul · Espírito Santo · Minas Gerais · Rio de Janeiro | São Paulo · Paraná · Rio Grande do Sul · Santa Catarina |

| Alberta British Columbia Manitoba New Brunswick Newfoundland và Labrador | Nova Scotia Ontario đảo Prince Edward Quebec Saskatchewan |

| Baden-Württemberg Bayern Berlin Brandenburg | Bremen Hamburg Hessen Mecklenburg-Vorpommern | Niedersachsen Nordrhein-Westfalen Rheinland-Pfalz Saarland | Sachsen Sachsen-Anhalt Schleswig-Holstein Thüringen |

| Johor Kedah Kelantan Malacca Negeri Sembilan | Pahang Penang Perak Perlis | Sabah Sarawak Selangor Terengganu |

| Aguascalientes Baja California Baja California Sur Campeche Chiapas Chihuahua | Coahuila Colima Durango Guanajuato Guerrero Hidalgo | Jalisco México State Michoacán Morelos Nayarit Nuevo León | Oaxaca Puebla Querétaro Quintana Roo San Luis Potosí Sinaloa | Sonora Tabasco Tamaulipas Tlaxcala Veracruz Yucatán Zacatecas |

| Adygea Altai Bashkortostan Buryatia Chechnya Chuvashia | Dagestan Ingushetia Kabardino-Balkaria Kalmykia Karachay-Cherkessia | Karelia Khakassia Cộng hòa Komi Cộng hòa Krym Mari El Mordovia | Bắc Ossetia-Alania Cộng hòa Sakha Tatarstan Tuva Udmurtia |

| Amur Arkhangelsk Astrakhan Belgorod Bryansk Chelyabinsk Irkutsk Ivanovo Kaliningrad Kaluga | Kemerovo Kirov Kostroma Kurgan Kursk Leningrad Lipetsk Magadan Moskva | Murmansk Nizhny Novgorod Novgorod Novosibirsk Omsk Orenburg Oryol Penza Pskov | Rostov Ryazan Sakhalin Samara Saratov Smolensk Sverdlovsk Tambov Tomsk | Tver Tula Tyumen Ulyanovsk Vladimir Volgograd Vologda Voronezh Yaroslavl |

| Altai Kamchatka Khabarovsk | Krasnodar Krasnoyarsk Perm | Primorsky Stavropol Zabaykalsky |

| Chukotka Khanty-Mansi | Nenets Yamalo-Nenets |

| Zürich Bern Luzern Uri Schwyz Obwalden | Nidwalden Glarus Zug Fribourg Solothurn | Basel-Stadt Basel-Landschaft Schaffhausen Appenzell Ausserrhoden Appenzell Innerrhoden | St. Gallen Graubünden Aargau Thurgau Ticino | Vaud Valais Neuchâtel Genève Jura |

| Abu Dhabi Ajman | Dubai Fujairah | Ras al-Khaimah Sharjah | Umm al-Quwain |

| Alabama Alaska Arizona Arkansas California Colorado Connecticut Delaware Florida Georgia | Hawaii Idaho Illinois Indiana Iowa Kansas Kentucky Louisiana Maine Maryland | Massachusetts Michigan Minnesota Mississippi Missouri Montana Nebraska Nevada New Hampshire New Jersey | New Mexico New York Bắc Carolina Bắc Dakota Ohio Oklahoma Oregon Pennsylvania Rhode Island Nam Carolina | Nam Dakota Tennessee Texas Utah Vermont Virginia Washington Tây Virginia Wisconsin Wyoming |

| Amazonas Anzoátegui Apure Aragua Barinas Bolívar | Carabobo Cojedes Delta Amacuro Falcón Guárico Lara | Mérida Miranda Monagas Nueva Esparta Portuguesa Sucre | Táchira Trujillo Vargas Yaracuy Zulia |

Ghi chú
1. ↑  Thành phố liên bang có một mức độ tự trị bằng với các đơn vị chính khác của liên bang.